# Sarah Tandy
Sarah Tandy (* ≈1982) ist eine britische Pianistin, die nach Beginnen in der Klassik vor allem im Fusion- und Jazzgenre hervorgetreten ist.

## Leben und Wirken
Tandy, die in einer musikalischen Familie aufwuchs, erhielt bereits mit vier oder fünf klassischen Klavierunterricht von ihrer Mutter, einer Klavierlehrerin. Mit 18 Jahren besuchte sie dann das Konservatorium, um Konzertpianistin zu werden. 2002 gewann sie für ihre Interpretation von Sergej Prokofjews Klavierkonzert Nr. 1 die Auszeichnung als BBC Young Classical Pianist of the Year. Nach einer Motivationskrise hat sie die Ausrichtung ihrer Musik grundlegend geändert. Sie studierte Englisch und beschäftigte sich zunächst autodidaktisch mit dem Jazz. Dann studierte sie bis zum Abschluss 2011 Jazz-Piano an der Royal Academy of Music.
Mittlerweile zählt Tandy in der Londoner Jazzszene zu den gefragtesten Pianistinnen. Sie spielte u. a. für Jazz Jamaica, Nu Civilisation Orchestra, Maisha, Where Pathways Meet, Camilla George, Nubya Garcia, Nerija, Binker Golding, Clark Tracey. Sie ist auch Mitglied der Ronnie Scotts House Band, dem W3-Kollektiv. Zudem ist sie auf Alben von Yazz Ahmed, dem SEED Ensemble, Judi Jackson und Yazmin Lacey zu hören und trug zum Sampler Blue Note Re:imagined 2020  bei. Sie trat auf Festivals wie dem Love Supreme Festival, dem JazzFest Berlin, wo sie 2017 im Quartett mit Silke Eberhard, Daniel Casimir und Kay Lübke spielte, dem Ronnie Scotts International Piano Trio Festival und mit ihrem Quintett auf dem Internationalen Jazzfestival Saalfelden auf. Sie ist u. a. auch auf Binker Goldings Album Dream Like a Dogwood Wild Boy (2022) zu hören.
2019 veröffentlichte Tandy mit ihrem Quintett beim Label Jazz re:freshed ihr Debüt-Album Infection in the Sentence und erhielt dafür gute Kritiken. Mit ihrem Sextett erschien im selben Jahr die EP The Dream Without a Name (Live). Sie gilt als eine einzigartige Stimme innerhalb der neuen britischen Jazzgeneration. 2020 wurde sie bei den Parliamentary Jazz Awards als „Jazz-Instrumentalist des Jahres“ ausgezeichnet.